# 拉贝利奥勒
拉贝利奥勒（法語：La Belliole，法語發音：[la bɛljɔl]）是法国勃艮第-弗朗什-孔泰大区约讷省的一个市镇，位于该省西北部，属于桑斯区。

## 地理
拉贝利奥勒（48°8'48"N, 3°5'25"E）面积8.49 平方千米，位于法国勃艮第-弗朗什-孔泰大區约讷省，该省份为法国中北部内陆省份，西接卢瓦雷省，西北接塞纳-马恩省，南至涅夫勒省，东临科多尔省，东北与奥布省接壤。
与拉贝利奥勒接壤的市镇（或旧市镇、城区）包括：圣瓦莱里安、库尔图万、多马、蒙塔谢-维勒加尔丹、栋达格尔新城。

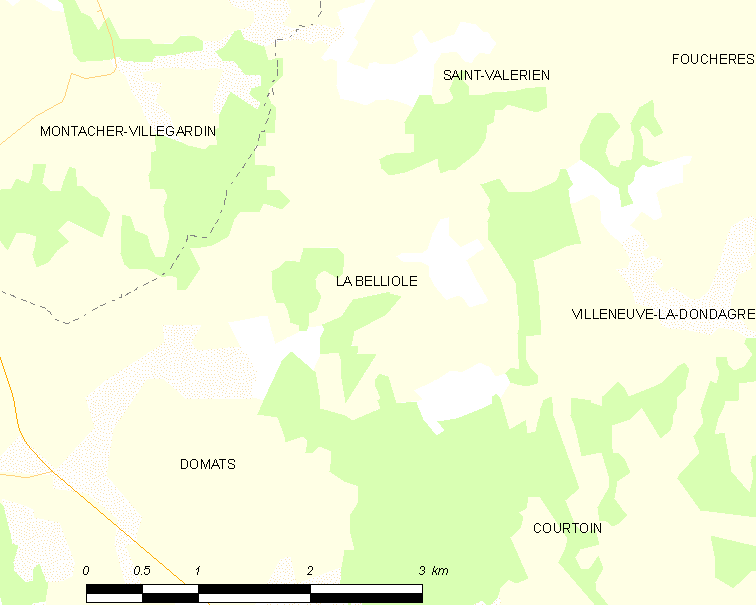
拉贝利奥勒的OSM定位图

拉贝利奥勒的时区为UTC+01:00、UTC+02:00（夏令时）。

## 行政
拉贝利奥勒的邮政编码为89150，INSEE市镇编码为89036。

## 政治
拉贝利奥勒所属的省级选区为勃艮第地区加蒂奈县。

## 人口

1962-2008年间拉贝利奥勒人口变化图示

拉贝利奥勒于2022年1月1日时的人口数量为220人。